# C.C. Stevens
C.C. Stevens, de son vrai nom Charles Cyril Stevens, est un ingénieur du son britannique né le 31 mars 1907 à Andover, dans le comté de Hampshire en Angleterre du Sud-Est, et mort le 13 juillet 1974 à Sutton Green, dans le comté de Surrey en Angleterre du Sud-Est.

## Filmographie
- 1933 : General John Regan de Henry Edwards
- 1933 : Up for the Derby de Maclean Rogers
- 1933 : Lord of the Manor de Henry Edwards
- 1933 : Bitter Sweet (en) de Herbert Wilcox
- 1934 : La Reine (The Queen's Affair) de Herbert Wilcox
- 1935 : No Monkey Business de Marcel Varnel
- 1935 : Escape Me Never de Paul Czinner
- 1936 : Comme il vous plaira (As You Like It) de Paul Czinner
- 1936 : Chick de Michael Hankinson
- 1937 : The Street Singer de Jean de Marguenat
- 1937 : Troublant amour (Dreaming Lips) de Paul Czinner
- 1938 : La Citadelle (The Citadel) de King Vidor
- 1938 : Vivent les étudiants ! (A Yank at Oxford) de Jack Conway
- 1939 : Au revoir Mr. Chips (Goodbye, Mr. Chips) de Sam Wood et Sidney Franklin
- 1940 : Busman's Honeymoon de Arthur B. Woods et Richard Thorpe
- 1940 : Espionne à bord (Contraband) de Michael Powell
- 1941 : Le 49ème parallèle (49th Parallel) de Michael Powell
- 1941 : The Man at the Gate de Norman Walker
- 1941 : The Saint's Vacation de Leslie Fenton
- 1942 : Ceux qui servent en mer (In Which We Serve) de Noel Coward et David Lean
- 1942 : Riposte à Narvik (The Day Will Dawn) de Harold French
- 1942 : Un de nos avions n'est pas rentré (One of Our Aircraft Is Missing) de Michael Powell et Emeric Pressburger
- 1943 : The Flemish Farm de Jeffrey Dell
- 1943 : Le colonel Blimp (The Life and Death of Colonel Blimp) de Michael Powell et Emeric Pressburger
- 1944 : L'Héroïque parade (The Way Ahead) de Carol Reed
- 1944 : Heureux mortels (This Happy Breed) de David Lean
- 1944 : A Canterbury Tale de Michael Powell et Emeric Pressburger
- 1945 : Je sais où je vais (I Know Where I'm Going!) de Michael Powell et Emeric Pressburger
- 1945 : Le Verdict de l'amour (Perfect Strangers) d'Alexander Korda
- 1946 : Les Grandes Espérances (Great Expectations) de David Lean
- 1946 : Carnival de Stanley Haynes
- 1946 : Une question de vie ou de mort (A Matter of Life and Death) de Michael Powell et Emeric Pressburger
- 1947 : The Mark of Cain de Brian Desmond Hurst
- 1948 : Hamlet de Laurence Olivier
- 1949 : Boys in Brown de Montgomery Tully
- 1950 : Trio de Ken Annakin et Harold French
- 1951 : The Adventurers de David MacDonald
- 1952 : Trois Dames et un as (The Card) de Ronald Neame
- 1952 : It Started in Paradise de Compton Bennett
- 1952 : Something Money Can't Buy de Pat Jackson
- 1952 : Robin des Bois et ses joyeux compagnons (The Story of Robin Hood and His Merrie Men) de Ken Annakin
- 1953 : Always a Bride de Ralph Smart
- 1953 : Geneviève  (Genevieve) de Henry Cornelius
- 1953 : The Long Memory de Robert Hamer
- 1954 : Le Vagabond des îles (The Beachcomber) de Muriel Box
- 1954 : Le Cargo de la drogue (Forbidden Cargo) de Harold French
- 1954 : Fast and Loose de Gordon Parry
- 1954 : L'Enfer au-dessous de zéro (Hell Below Zero) de Mark Robson
- 1955 : Simon et Laura (Simon and Laura) de Muriel Box
- 1955 : The Woman for Joe de George More O'Ferrall
- 1955 : Passage Home de Roy Ward Baker
- 1955 : Deux Anglais à Paris (To Paris with Love) de Robert Hamer
- 1956 : À tombeau ouvert (Checkpoint) de Ralph Thomas
- 1956 : La Bataille du Rio de la Plata The Battle of the River Plate) de Michael Powell et Emeric Pressburger
- 1956 : Eyewitness de Muriel Box
- 1957 : L'Évadé du camp 1 (The One That Got Away) de Roy Ward Baker
- 1957 : High Tide at Noon de Philip Leacock
- 1957 : The Secret Place de Clive Donner
- 1958 : Passionate Summer de Rudolph Cartier
- 1958 : Agent secret S.Z. (Carve Her Name with Pride) de Lewis Gilbert
- 1959 : Follow a Star de Robert Asher
- 1959 : Visa pour Hong Kong (Ferry to Hong Kong) de Lewis Gilbert
- 1959 : Opération Amsterdam (Operation Amsterdam) de Michael McCarthy
- 1960 : Man in the Moon de Basil Dearden
- 1960 : Un vison pour mademoiselle (Make Mine Mink) de Robert Asher
- 1960 : Le Voyeur (Peeping Tom) de Michael Powell
- 1960 : L'Enlèvement de David Balfour Kidnapped) de Robert Stevenson
- 1961 : La Victime (Victim) de Basil Dearden
- 1961 : The Long Shadow de Peter Maxwell
- 1962 : Accusé, levez-vous (Life for Ruth) de Basil Dearden
- 1962 : Masters of Venus de Ernest Morris
- 1962 : La Belle des îles Tiara Tahiti) de Ted Kotcheff
- 1962 : In the Doghouse de Darcy Conyers
- 1963 : Les Trois Vies de Thomasina (The Three Lives of Thomasina) de Don Chaffey
- 1964 : Agent secret 00.0H contre docteur Crow (Carry on Spying) de Gerald Thomas
- 1964 : La Femme de paille (Woman of Straw) de Basil Dearden
- 1965 : The Early Bird de Robert Asher
- 1965 : The Big Job de Gerald Thomas
- 1965 : Doubles masques et agents doubles (Masquerade) de Basil Dearden
- 1965 : The Intelligence Men de Robert Asher
- 1966 : Le Secret du rapport Quiller (The Quiller Memorandum) de Michael Anderson
- 1966 : Carry on Screaming! de Gerald Thomas
- 1966 : That Riviera Touch de Cliff Owen
- 1967 : Pretty Polly de Guy Green
- 1967 : The Magnificent Two de Cliff Owen

## Distinctions
- Oscars 1943 : Nomination pour l'Oscar des meilleurs effets spéciaux (Meilleurs effets sonores) pour Un de nos avions n'est pas rentré, conjointement avec Ronald Neame (pour les effets visuels)